# Phytoplasma spartii
Phytoplasma spartii è una specie di batterio appartenente alla famiglia delle Acholeplasmataceae.